# Stehlovice
Stehlovice jsou obec v okrese Písek v Jihočeském kraji. Žije zde 88 obyvatel.

## Historie
První písemná zmínka o vesnici pochází z roku 1306. Obec byla společně s Branicemi součástí panství milevského kláštera, pak měla ještě další majitele. Od roku 1575, kdy ves byla prodána s ostatními vesnicemi v okolí císařem Maxmiliánem II. Kryštofovi ze Švamberka, byly její osudy spojeny s orlickým panstvím.
Sbor dobrovolných hasičů byl v obci založený roku 1886. V roce 1930 zde bylo evidováno 209 obyvatel a 35 domů, v roce 1940 stejný počet domů a 240 obyvatel.

## Obyvatelstvo
| Rok            | 1869 | 1880 | 1890 | 1900 | 1910 | 1921 | 1930 | 1950 | 1961 | 1970 | 1980 | 1991 | 2001 | 2011 | 2021 |
| -------------- | ---- | ---- | ---- | ---- | ---- | ---- | ---- | ---- | ---- | ---- | ---- | ---- | ---- | ---- | ---- |
| Počet obyvatel | 256  | 250  | 239  | 222  | 216  | 233  | 209  | 155  | 162  | 161  | 129  | 104  | 94   | 100  | 84   |
| Počet domů     | 28   | 29   | 29   | 30   | 30   | 32   | 35   | 42   | 38   | 37   | 34   | 37   | 40   | 43   | 44   |

## Obecní správa
Mezi lety 1850–1964 byly Stehlovice obcí v okrese Milevsko (1850–1950) a později v okrese Písek. Od 14. června 1964 do 31. prosince 1992 patřily jako část obce k Branicím a od 1. ledna 1993 jsou opět samostatnou obcí.

## Doprava
V obci funguje vlaková i autobusová doprava.

## Pamětihodnosti
Kaple na návsi v obci je z první poloviny 19. století. Je zasvěcena svatému Janu Nepomuckému. Před kaplí se nachází kříž.

## Galerie

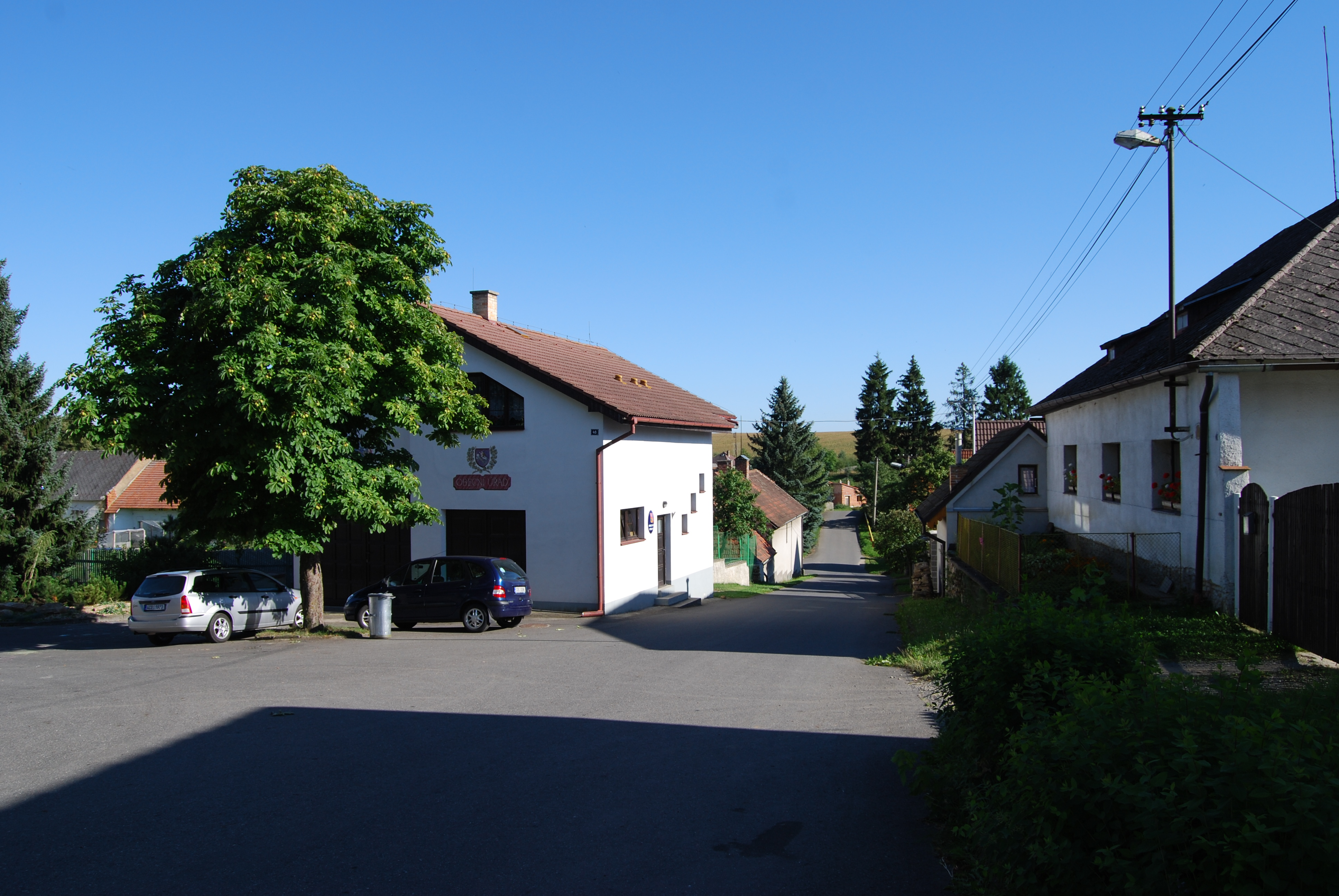
Obecní úřad
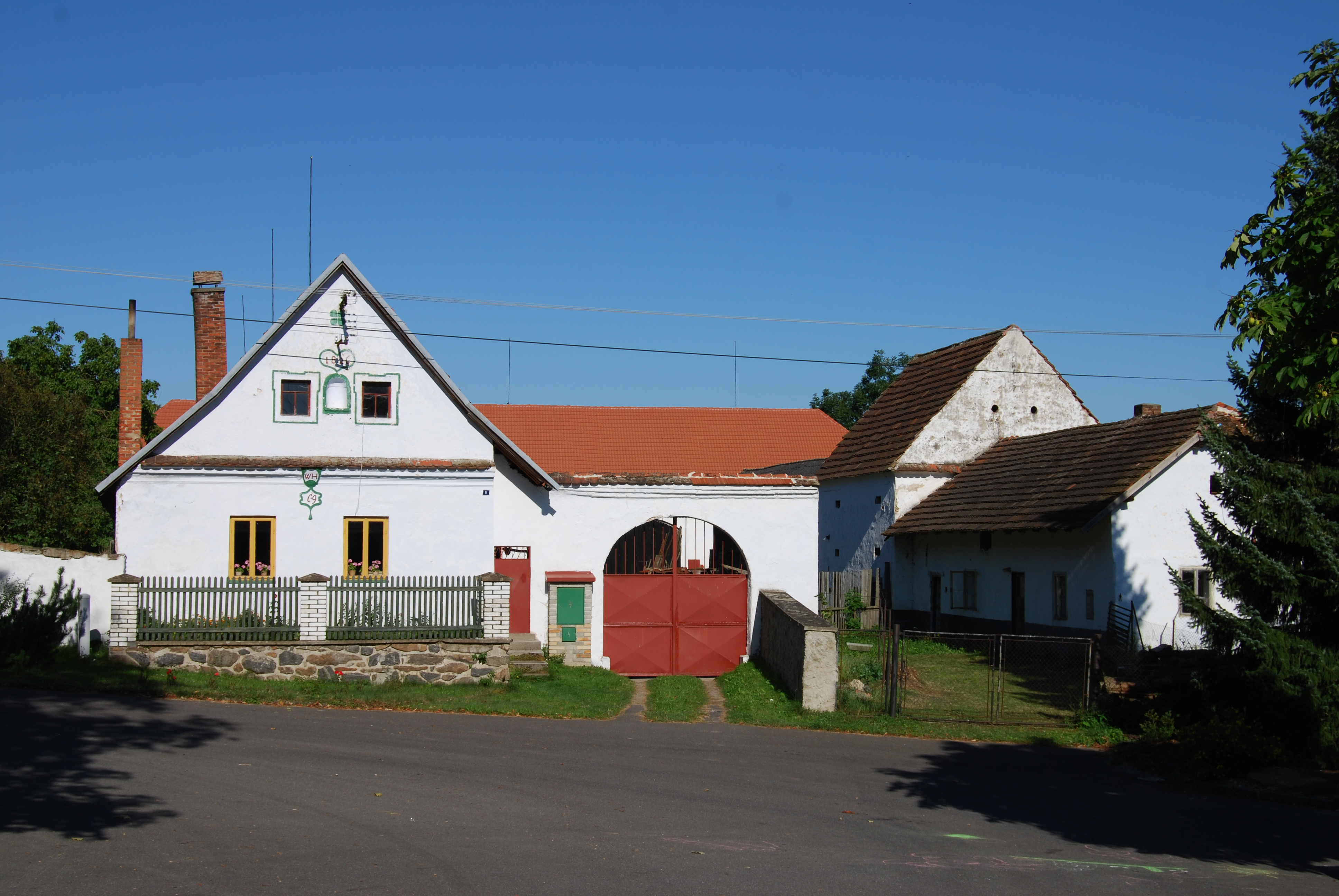
Statek